# 超曲面
微分幾何学における使用については、微分幾何学と位相幾何学の用語一覧を参照。
幾何学における超曲面（ちょうきょくめん、英: hypersurface）とは、超平面の概念の一般化である。n 次元の包絡多様体（enveloping manifold）M を考える。このとき、n − 1 次元の任意の M の部分多様体は、超曲面である。また、超曲面の余次元は 1 である。
代数幾何学において、n次元射影空間における超曲面は、純粋に n − 1 次元の代数的集合に属するものである。したがってそれは、同次座標における斉次多項式である単一の関数 F = 0 によって定義される。それは特異性を含む可能性もあるため、厳密な意味では部分多様体ではない。既約な超曲面の古い呼称として、"Primal" がある。